# Colibrí caribeny de gorja morada
El colibrí caribeny de gorja morada o colibrí gorjamorat del Carib (Eulampis jugularis) és un colibrí sedentari pertanyent al gènere Eulampis.

## Característiques
Pesa de 2 a 6 grams.

## Distribució
Habita les Petites Antilles, concretament a Saba, Anguilla, Antigua i Barbuda, Dominica, Guadeloupe, Montserrat, Antilles Neerlandeses, Saint Kitts i Nevis, Saint Lucia i Saint Vincent i les Grenadines.
S'ha introduït al Brasil, Grenada i les Illes Verges (EUA).